# Polycyrtus sigillatus
Polycyrtus sigillatus är en stekelart som beskrevs av Zuniga 2004. Polycyrtus sigillatus ingår i släktet Polycyrtus och familjen brokparasitsteklar. Inga underarter finns listade i Catalogue of Life.